# Японські Імператорські Університети
Дев'ять Імператорських університетів було засновано Японською Імперією між 1886 та 1939 роками. Сім із них знаходяться на території сучасної Японії та по одному у Південній Кореї та Тайвані. Стосовно тих університетів що знаходяться у Японії неформально зберігається назва "Імператорські Університети", та вони вважаються найпрестижнішими у країні.  
| Рік  | Назва | Фото | Теперішня назва                                     | Розташування      | Колір |
| ---- | --- | ---- | --------------------------------------------------- | ----------------- | ----- |
| 1886 | Імператорський Університет (яп. 帝國大學), з 1897-го Токійський Імператорський Університет (яп. 東京帝國大學) |      | Токійський університет (яп. 東京大学)               | Бункьо, Токіо     |       |
| 1897 | Кіотський Імператорський Університет (яп. 京都帝國大學)                                                       |      | Кіотський університет (яп. 京都大学)                | Кіото, Кіото      |       |
| 1907 | Тохокуський Імператорський Університет (яп. 東北帝國大學)                                                     |      | Тохокуський університет (яп. 東北大学)              | Сендай, Міяґі     |       |
| 1911 | Кюсюський Імператорський Університет (яп. 九州帝國大學)                                                       |      | Кюсюський університет (яп. 九州大学)                | Фукуока, Фукуока  |       |
| 1918 | Хоккайдоський Імператорський Університет (яп. 北海道帝國大學)                                                 |      | Хоккайдоський університет (яп. 北海道大学)          | Саппоро, Хоккайдо |       |
| 1924 | Кейдзьоський Імператорський Університет (яп. 京城帝國大學)                                                    |      | Сеульський національний університет (서울대학교)    | Сеул              |       |
| 1928 | Тайбейський Імператорський Університет (яп. 臺北帝國大學)                                                     |      | Національний тайванський університет (國立臺灣大學) | Даань, Тайбей     |       |
| 1931 | Осацький Імператорський Університет (яп. 大阪帝國大學)                                                        |      | Осацький університет (яп. 大阪大学)                 | Суйта, Осака      |       |
| 1939 | Нагойський Імператорський Університет (яп. 名古屋帝國大學)                                                    |      | Нагойський університет (яп. 名古屋大学)             | Нагоя, Айті       |       |

1. ↑  Назву змінено після переходу під юриздикцію Китаю.